# Detour (2017)
Detour ist ein deutscher Fernsehfilm von Nina Vukovic aus dem Jahr 2017, der im Rahmen der ZDF-Reihe „Das kleine Fernsehspiel“ entstand. Der Film wurde am 24. Juni 2017 auf dem Filmfest München uraufgeführt und wurde im Fernsehen erstmals am 10. Oktober 2021 im Programm des ZDF ausgestrahlt. Der Film ist der erste Beitrag der ZDF-Thriller-Reihe „Stunde des Bösen“.

## Handlung
Alma ist die Geliebte eines verheirateten Anästhesisten und verbringt oft Zeit mit ihm und seinem 7-jährigen Sohn Juri. Sie wünscht sich, dass sich Jan endlich zu ihr bekennt. Sie möchte ein Zeichen setzen und nimmt an einem heißen Sommertag spontan Juri mit, um mit ihm nach Berlin zu fahren. Doch am Bahnhof wird ihr das vergessene Portemonnaie zum Verhängnis, sodass sie den Lieferanten Bruno fragen muss, ob dieser sie in seinem Transporter mit nach Berlin nehmen kann. Die Fahrt beginnt recht freundlich, der kauzige Bruno erzählt ein wenig. Alma könnte jemand sein, der ihn versteht. Als Alma sich ihrer „Entführung“ besinnt, ruft sie an einem Halt Jan an und bittet ihn, sie beide später von einer Raststätte abzuholen. Auf der Raststätte essen die beiden noch etwas mit Bruno. Dieser versucht einen Annäherungsversuch, doch Alma macht das Spiel nicht mit und weist seinen Versuch ab.
Jan erreicht die Raststätte, er kann Alma und Juri dort jedoch nicht finden. Sie geht auch nicht mehr an ihr Handy. Jans Ehefrau hat bereits die Polizei informiert, dass möglicherweise er Juri entführt habe. Jan befragt alle möglichen Personen. Die beiden seien mit einem Mann dagewesen, dies sei aber schon vor ein paar Stunden gewesen. Als Jan wieder aufbrechen möchte, klopft Bruno plötzlich an die Autoscheibe. Jan erkennt aufgrund der ihm gegebenen Information in Bruno den besagten Begleiter von Alma und Juri und lässt sich darauf ein, mit ihm im Spielcasino etwas trinken zu gehen. Bruno spielt mit Jan und provoziert ihn wegen seines spießbürgerlichen Lebens, das er doch selbst auch haben sollte.
Bruno möchte Jan etwas zeigen und beide gehen in den Wald. Dort liegt die tote Alma, die Bruno vergewaltigt und anschließend erschlagen hat. Er habe die Gelegenheit genutzt, da er am nächsten Tag wieder ein Niemand sei. Es kommt zu einem Kampf zwischen den beiden, Jan möchte nur wissen, wo Juri ist. Bruno sagt, er habe nicht gelitten. Jan ersticht Bruno daraufhin mit dem Korkenzieher, den Bruno zuvor gegen ihn einsetzte. Röchelnd gibt Bruno Jan noch die Schlüssel vom Transporter. Jan findet darin den noch lebenden Juri.

## Produktion
Der Film wurde vom 24. Juni 2016 bis zum 1. August 2016 in Berlin und Brandenburg gedreht. Ein Drehort war unter anderem auf einer noch im Bau befindlichen Brücke, die bei Trebbin über die B101 führt.
Regisseurin Vukovic schloss mit ihrem Debütfilm Detour ihr Regiestudium an der Deutschen Film- und Fernsehakademie Berlin ab.

## Soundtrack
Für den Soundtrack wurden unter anderem folgende Songs verwendet:
- Nana Mouskouri (Küsse süßer als Wein)
- Björn Landberg (Mein Traum vom Glück)
- Tölzer Knabenchor (Es ist die wunderschönste Brück)
- Andrea Schroeder (Where the Wild Oceans End)

## Rezeption

### Kritiken
Die Redaktion des Lexikons des internationalen Films schreibt über den Film: „Hochspannender, fast kammerspielartiger (Fernseh-)Thriller, der stilsicher die finale Aufdeckung hinauszögert. In der Konfrontation der Hauptfiguren offenbart sich ein aufwühlendes Kräftemessen zwischen Vertretern unterschiedlicher Schichten.“
Thomas Gehringer gibt dem Film in seiner Besprechung bei tittelbach.tv insgesamt 4,5 von 6 Sternen. Auch wenn die Geschichte wenig komplex erscheine und etwas vorhersagbar sei, würde das bildstarke Werk eine fiebrige Stimmung entfachen. Bei „der fatalen Begegnung zweier einsamer Seelen“ liefere Luise Heyer als traurige Alma eine starke Leistung ab, Lars Rudolph passe mit seinem zerknautschten Gesicht bestens als tragische Einzelgängerfigur. Dramaturgisch gehe Vukovic keinen geraden Weg, einiges sei nicht immer leicht nachvollziehbar, beispielsweise warum Juri sich einfach so mit auf die Reise nehmen lässt. Es handele sich um einen Format-Krimi. In dem Film stehe allein die Entwicklung der Tragödie, „das Versagen menschlicher Kommunikation“ im Vordergrund. Es gebe hier keinerlei polizeiliche Aufklärung oder Ergründung der vorliegenden Motive.